# بوئینگ ایکس-۳۲
بوئینگ ایکس-۳۲ هواپیمای آزمایشی پیشنهاد شده توسط شرکت بوئینگ برای پروژهٔ جنگنده تهاجمی مشترک بود که در رقابت با هواپیمای لاکهید مارتین ایکس-۳۵ (پیشنهاد شده توسط لاکهید مارتین) شکست خورد و کنار گذاشته شد. این هواپیما در ۱۸ سپتامبر ۲۰۰۰ اولین پروازش را انجام داد.

## مشخصات
منبع اطلاعات Frawley
مشخصات عمومی
- خدمه: 1
- طول: 45.01 ft (13.72 m)
- پهنای بال: 36 ft (10.97 m)
- ارتفاع:  (5.28 m)
- بال: مساحت 590 ft² (54.8 m²)
- بیشینه وزن برخاست: 38,000 lb (17,200 kg)
- پیشرانه: 1× afterburning توربوفن پرت اند ویتنی اف۱۱۹ derivative 
  - نیرو ی خشک: 28,000 lbf (125 kN)
  - نیرو با پس سوز 43,000 lbf[۲] (191 kN)

 عملکرد 
- سرعت بیشینه: عدد ماخ 1.6 (1,200 mph, 1,931 km/h) at altitude
- Range on نیروی هوایی ایالات متحده آمریکا mission profile: 850 nmi (1,574 km)
- Range on نیروی دریایی ایالات متحده آمریکا mission profile: 750 nmi (1,389 km)
- Range on تفنگداران دریایی ایالات متحده آمریکا/نیروی دریایی سلطنتی mission profile: 600 nmi (1,112 km)

جنگ‌افزار

- 20 mm ام۶۱ والکان cannon, or 27 mm Mauser BK-27 cannon
- Internal: 6 ایم-۱۲۰ آمرام air-air missiles or 2 AMRAAM air-air missiles and 2 x 2,000 lb (900 kg) class guided bombs
- External: Approx. 15,000 lb (6,800 kg) of full range of external stores including guided weapons,  anti-radiation missile , air-to-surface weapons, auxiliary fuel tanks